# Cannibal Ox
Cannibal Ox ist eine US-amerikanische Hip-Hop-Gruppe. Sie besteht aus den beiden aus Harlem, New York, stammenden MCs Vast Aire und Vordul Mega (Vordul Megallah). Die Gruppe sorgte 2001 mit ihrem Debütalbum The Cold Vein, welches über Definitive Jux (damals Def Jux) veröffentlicht wurde, im Untergrund-Hip-Hop für Aufsehen. Auf Tournee werden sie meist von DJ Cip-One unterstützt.

## Geschichte
1995 zogen die beiden Rapper als Solokünstler und mit ihrer Crew Atoms Family im New Yorker Untergrund erstes Aufsehen auf sich.
1999 veröffentlichte Vast Aire das erste Mal einen Song auf einer offiziellen Platte. Adversity Strikes (One+One) und Not For Promotial Use waren auf dem Sampler Persecution of Hip-Hop enthalten, welcher über das Label Centrifugal Force veröffentlicht wurde und sich zu einem Geheimtipp entwickelte. Die beiden Songs fanden auch ihren Weg auf mehrere Mixtapes.
Es folgten weitere Samplerbeiträge und Songs auf eigenständig verkauften Mix-CDs und inoffiziellen Alben der Atoms Family. 2001 kamen dann über Definitive Jux zunächst die Maxi-Single DPA (As Seen On T.V.) / Simian D AKA Feeling Ignorant / Simple / Iron Galaxy / Straight Off The D.I.C. mit Company Flow und die Vorab-Single zum Album The Cold Vein, Vein / A B-Boy´s Alpha heraus.
Ihr Debütalbum The Cold Vein erschien im Mai 2001 und wurde von Fans und Kritikern gleichermaßen positiv aufgenommen. Produziert wurde das komplette Album von Definitive Jux-CEO El-P, Gäste sind weitere Untergrund-Rapper wie C-Rayz Walz, Cryptic One, Alaska, L.I.F.E. Long und El-P. Der Titel "The F-Word" wurde als zweite Single ausgekoppelt, bevor es um Cannibal Ox erst einmal etwas ruhiger wurde. Es folgten jedoch weiterhin Promotion-Tournees und Feature-Beiträge, unter anderem bei Jean Grae, Aesop Rock oder im Falle von Vast Aire als Teil der Weathermen.
2003/2004 veröffentlichten beide Mitglieder Solo-Alben, Vast Aire Look Mom... No Hands und Vordul Mega The Revolution of Yung Havoks.
Im November 2005 brachten die beiden dann über das Label Fragmanted Music eine Live-CD namens "Return of the Ox" heraus.
Nach acht Jahren ohne Veröffentlichungen erschien im April 2013 die Comeback-EP Gotham.
Das zweite Studioalbum Blade of the Ronin, größtenteils produziert von Bill Cosmiq, erschien am 3. März 2015.

## Diskografie
Alben
- 2001: The Cold Vein (Definitive Jux)
- 2015: Blade of the Ronin (ihiphop)

Livealben
- 2005: Return of the Ox (Fragmanted Music)

Singles
- 2000: Iron Galaxy / D.P.A. (As Seen on the T.V.) mit Company Flow (Definitive Jux)
- 2001: The F Word (Definitive Jux)
- 2001: Vein / A B-Boy’s Alpha (Definitive Jux)
- 2001: Split mit Company Flow (Definitive Jux)
- 2003: Cosmos / Streets Be Testin’ You mit Rob Swift und Invisible (Tableturns)
- 2004: Speakeroxxx / The Ox Below (Hiphopsite Bonus CD)
- 2013: Gotham (Below System, I.G.C. Records)[1]